# Kauns
Kauns – gmina w Austrii, w kraju związkowym Tyrol, w powiecie Landeck. Leży w Alpach, na wysokości 1050 m n.p.m. Liczy 496 mieszkańców (1 stycznia 2015), gęstość zaludnienia wynosi 60 os./km².
Sąsiednie gminy to: Faggen, Fendels, Kaunerberg, Kaunertal i Prutz.
Kauns leży przy ujściu doliny Kaunertal z Alp Ötztalskich w dolinę Innu koło gminy Prutz. Rozciąga się wzdłuż górskiego zbocza aż do sąsiedniej gminy Kaunerberg, zajmując część doliny Kaunertal. Liczne pożary sprawiły, iż do naszych czasów nie dotrwało wiele starych budynków. Jednym z nich jest Schlosshof, z dekoracją pochodzącą z ok. 1650.
W południowej części gminy, nad strumieniem Faggenbach znajduje się zamek Berneck (zwany też Bernegg), pochodzący z ok. roku 1200. Cesarz Maksymilian I kupił go w 1501 dla polowań na kozice. Po 1976 zamek został gruntownie odrestaurowany i udostępniony zwiedzającym.